# Списак српских епских народних песама
Списак српских епских народних песама обухвата српске епске народне песме разврстане по циклусима.

## Неисторијски циклус
- Бог ником дужан не остаје (Вук Караџић, 1845)
- Браћа и сестра (Вук Караџић, 1845)
- Ко крсно име слави, оном и помаже (Вук Караџић, 1845)
- Огњена Марија у паклу (Вук Караџић, 1845)
  - Огњена Марија у паклу, али друкчије
- Свети Никола (Вук Караџић, 1845)
- Свеци благо дијеле (Вук Караџић, 1845)

## Преткосовски циклус
- Бан Милутин и Дука Херцеговац (Вук Караџић, 1845)
- Дарови светог Јована Владимира
- Дијете Јован и ћерка цара Стефана
- Душан хоће сестру да узме (Вук Караџић, 1845)
- Женидба Душанова (Вук Караџић, 1815)
- Женидба кнеза Лазара (Вук Караџић, 1845)
- Женидба краља Вукашина (Вук Караџић, 1845)
- Зидање Раванице (Вук Караџић, 1845)
- Зидање Раванице, опет (Вук Караџић, 1845)
- Зидање Скадра (Вук Караџић, 1814)
- Како се крсно име служи (Вук Караџић, 1845)
- Краљ Владимир и Свети Наум
- Милан-бег и Драгутин-бег
- Милош у Латинима (Вук Караџић, 1814)
- Наход Момир (Вук Караџић, 1845)
- Пут краља Владимира
- Свети Саво (Вук Караџић, 1845)
- Смрт Душанова
- Смрт цара Уроша
- Три добра јунака
- Удаја сестре Душанове (Вук Караџић, 1845)
- Урош и Мрњавчевићи (Вук Караџић, 1845)
- Цар Дуклијан и Крститељ Јован
- Цар Костантин и ђаче самоуче
- Царица Милица и змај од Јастрепца (Вук Караџић, 1845)

## Косовски циклус
- Бановић Страхиња (Вук Караџић, 1845)
- Кнежева вечера (Вук Караџић, 1815)
- Кнежева клетва
- Косанчић Иван уходи Турке
- Милош у Косову
- Косовка девојка (Вук Караџић, 1845)
- Косовски бој
- Мусић Стеван (Вук Караџић, 1845)
- Обретеније главе кнеза Лазара (Вук Караџић, 1845)
- Пропаст царства српскога (Вук Караџић, 1845)
- Слуга Милутин
- Смрт мајке Југовића (Вук Караџић, 1845)
- Смрт Милоша Драгиловића (Обилића)
- Цар Лазар и царица Милица, о боју Косовском (Вук Караџић, 1815)
- Цар Лазар се приволева царству небеском
- Царица Милица и Владета војвода (Вук Караџић, 1815)

## Циклус Краљевића Марка
- Дјевојка надмудрила Марка (Вук Караџић, 1845)
- Сестра Леке капетана (Вук Караџић, 1845)
- Женидба Марка Краљевића (Вук Караџић, 1845)
- Лов Марков са Турцима (Вук Караџић, 1814)
- Марко Краљевић и 12 Арапа (Вук Караџић, 1845)
- Марко Краљевић и Алил-ага (Вук Караџић, 1845)
- Марко Краљевић и Арапин (Вук Караџић, 1815)
- Марко Краљевић и бег Костадин (Вук Караџић, 1845)
- Марко Краљевић и брат му Андријаш (Валтазар Богишић, 1878)
- Марко Краљевић и вила (Вук Караџић, 1845)
- Марко Краљевић и Вуча џенерал (Вук Караџић, 1845)
- Марко Краљевић и Ђемо Брђанин (Вук Караџић, 1845)
- Марко Краљевић и кћи краља Арапскога (Вук Караџић, 1845)
- Марко Краљевић и Љутица Богдан (Вук Караџић, 1815)
- Марко Краљевић и Мина од Костура (Вук Караџић, 1845)
- Марко Краљевић и Муса Кесеџија (Вук Караџић, 1815)
- Марко Краљевић и орао
- Марко Краљевић и соко (Вук Караџић, 1845)
- Марко Краљевић и Филип Маџарин (Вук Караџић, 1845)
- Марко Краљевић у Азачкој тамници (Вук Караџић, 1845)
- Марко Краљевић укида свадбарину (Вук Караџић, 1845)
- Марко пије уз рамазан вино (Вук Караџић, 1845)
- Марко познаје очину сабљу
- Орање Марка Краљевића (Вук Караџић, 1845)
- Смрт Краљевића Марка (Вук Караџић, 1845)
- Турци у Марка на слави (Вук Караџић, 1845)

## Покосовски циклус
- Орао се вијаше над градом Смедеревом (Најстарији сачувани запис српске народне песме 1497. године)
- Болани Дојчин (Вук Караџић, 1845)
- Диоба Јакшића
- Ђурђева Јерина (Вук Караџић, 1845)
- Женидба Ђурђа Смедеревца
- Женидба Поповић Стојана
- Кад је Вук Огњени умро шта је наредио на самрти (В. Богишић, Народне пјесме из старијих, највише приморских записа, књ. прва, Београд 1878, бр. 16)
- Маргита дјевојка и војвода Рајко
- Облак Радосав (Вук Караџић, 1845)
- Ослобођење Беча од Турака
- Порча од Авале и Змајогњени Вук (Вук Караџић, 1845)
- Смрт војводе Кајице
- Смрт војводе Пријезде (Вук Караџић, 1845)
- Смрт Максима Црнојевића

## Хајдучке и ускочке песме
- Иво Сенковић и ага од Рибника
- Женидба од Задра Тодора
- Мали Радојица
- Отац
- Предраг и Ненад (Вук Караџић, 1845)
- Ропство Јанковић Стојана
- Смрт Сењанина Ива
- Стари Вујадин
- Старина Новак и кнез Богосав

## Песме о ослобођењу Србије и Црне Горе
- Бој на Мишару
- Бој на Салашу
- Бој на Чокешини
- Женидба Тодора од Сталаћа (Вук Караџић, 1845)
- Кнез Иван Кнежевић
- Лазар Мутап и Арапин
- Перовић Батрић
- Почетак буне против дахија
- Растанак Кара-Ђорђија са Србијом
- Три сужња
- Узимање Ужица

## Неразврстане
- Дунав се Савом оженио (Ерлангенски рукопис, 1925)
- Десетерац о Павлу Стремљанину и Ђерзелез Алији
- Ђакон Стефан и два анђела (Вук Караџић, 1845)
- Жали Заре да жалимо
- Заручница Лаза Радановића (Вук Караџић, 1845)
- Јован и дивски старјешина (Вук Караџић, 1845)
- Јуришић Јанко (Вук Караџић, 1845)
- Кумовање Грчића Манојла (Вук Караџић, 1845)
- Љутица Богдан и војвода Драгија (Вук Караџић, 1845)
- Мујо и Алија (Вук Караџић, 1845)
- Ни зорице, ни бијела данка (Ерлангенски рукопис, 1925)
- Попијевка Радића Вукојевића (Богишићев зборник, 1878)
- Секула се у змију претворио (Вук Караџић, 1845)